# Джером Девід Селінджер
Джеро́м Де́від Се́лінджер (англ. Jerome David Salinger; 1 січня 1919, Нью-Йорк — 27 січня 2010) — американський письменник. Серед його найвизначніших творів — роман «Ловець у житі» (1951), що мав значний вплив на суспільство Америки.

## Біографія
Народився у єврейсько-ірландській сім'ї. Його батько Сол був євреєм, торговцем м'ясними продуктами та сиром, імпортував яловичину з Європи, мати — ірландкою, католичкою. Можливо, цей юдейсько-кельтський дуалізм і вплинув на його своєрідний світогляд. Адже однією з важливих рис характеру є суперечливість. Те, що він був напівєвреєм, викликало серйозний внутрішній конфлікт, зумовлений не так релігією, як соціальним статусом, — в ті часи був поширений антисемітизм. Селінджер мав старшу сестру Доріс, дітей виховувала мати в дусі методизму. З батьком у Селінджера були прохолодні стосунки. Сол бажав, щоб Девід заробляв великі гроші, мав певну роботу з високим соціальним статусом, також він хотів, щоб Девід продовжив сімейний бізнес, а це майбутнього письменника зовсім не приваблювало.
У Нью-Йорку минуло дитинство, він мешкав з західного боку Мангеттена, там минули його перші шкільні роки. Селінджера вигнали з кількох приватних шкіл, через те, що він не хотів навчатися. Далі він вчився у військовій школі «Веллі-Фордж» в штаті Пенсільванія, тоді ж почав писати. Це було його бажання там учитися, бо він хотів жити окремо від батьків. Однокласники згадують, що для нього було звичним бути в центрі уваги, він був дуже компанійським, умів розповідати веселі історії й анекдоти, але коли йшлося про гулянки з випивкою, він, як правило, не брав участі. Селінджер був капітаном фехтувальної команди.
Потім разом з батьком хлопець побував у Польщі, — там він знайомився зі специфікою морських перевезень м'ясних продуктів. Це мало його цікавило, та поїхав він охоче. Проте отримав дуже неприємні враження від скотобоєнь, після чого твердо вирішив цим не займатись. Огида до м'ясного бізнесу вилилася в те, що він став вегетаріанцем. Під час поїздки він знайомиться з європейською культурою і вивчає німецьку мову.
Після цього Селінджер прожив десять місяців у Відні, потім повернувся до Америки, в коледж Урсінус, але вже серед року втратив інтерес до навчання. Він не хотів навчатись у вищій школі (Ivy Leage) через її снобізм та тому, що був євреєм.
Певний час майбутній письменник відвідував літературні курси при Колумбійському університеті, що їх вів Віт Барнетт, редактор журналу «Сторі». Він казав, що Селінджер сидів в останньому ряду й дивився у вікно майже до кінця останнього семестру. Лише під кінець хлопець ожив, тоді він написав «Підлітки», перше оповідання (коли йому був 21 рік), яке Барнетт вирішив опублікувати в «Сторі», що було певним ризиком, адже в оповіданні не було нічого особливого. Селінджер не раз казав своїм друзям, що колись він стане великим письменником. Увесь цей час він продовжував писати.
Потім він плавав в Індію та Карибським морем на шведському лайнері «Кунгсхольм», де організовував дозвілля туристів, і не припиняв писати оповідання для журналів та університетських збірок.
У 1942 році Селінджера призвали до армії, де він прослужив два роки. Він брав участь у Другій світовій війні у складі дванадцятого піхотного полку четвертої піхотної дивізії США. Серцева аритмія зробила письменника непридатним для піхоти, але він перебував на службі від початку мобілізації, а в 1944 році у складі союзних військ брав участь у висадці на узбережжя Нормандії, був зв'язковим, служив у контррозвідці. На фронті було нелегко, і у 1945 році майбутній класик американської літератури потрапив до шпиталю з нервовим зривом. Пізніше він з презирством ставився до В'єтнамської війни й глузував з хлопців, які вербувалися. Гіркий і трагічний досвід воєнних років відіграв велику роль у формуванні його як письменника. У Німеччині він одружився з Сильвією Вельтер, але через півроку після переїзду до Америки вони розлучились.
1947 рік був роком першого серйозного прориву для письменника, коли журнал The New Yorker прийняв до публікації оповідання «Рибка-бананка» і після майже річної переробки опублікував його, запропонувавши Селінджерові контракт на публікацію подальших оповідань. Наприкінці 40-х публікується ряд оповідань, а автор наполегливо працює над історією Голдена Колфілда, публікуючи її шматками, яка нарешті формується в цілісний роман. «Ловець у житі», — фактично, головний твір автора — виходить друком у 1951 році, а через кілька місяців посідає перше місце в списку американських бестселерів. На той час з'явилися майже всі найвідоміші оповідання Селінджера, що увійшли до збірки «Дев'ять оповідань» (1953).
Після гучної популярності, викликаної виданням роману, автор вирішив переїхати до Нової Англії, де придбав собі заміський будинок в Корніші неподалік від річки Коннектикут, штат Нью-Гемпшир. Його дім знаходиться досить далеко від сусідів, серед лісу далеко від міста.
У 1955 році Селінджер одружився з Клер Даґлас, молодшою за нього на п'ятнадцять років. Вони постійно проживали у маєтку в Корніші. Спершу Селінджер підтримував певні контакти з місцевою громадою, вів бесіди з учнівською молоддю. Однак після того, як одна з учениць узяла в нього інтерв'ю, нібито для шкільної газети, а опублікувала його в пресі, Селінджер розлютився та припинив ці заняття. Відтоді свій час він проводив приватно, спілкуючись переважно лише з дружиною. У 1955 році у них народилася донька Маргарет, пізніше — син Метью. Селінджер виявився непоганим батьком, зачаровував дітей своїми оповіданнями, але письменницька діяльність та спосіб життя автора псували відносини в родині. У цей час він пише кілька оповідань про родину Гласів і врешті, не завершуючи цикл, покидає літературу назавжди, вважаючи, що слава дуже йому шкодить. Він живе у своєму будинку відлюдним життям, уникаючи контактів з сусідами, до яких по кілька миль, відгородившись від навколишнього світу, відмовляється давати інтерв'ю і запобігає всім спробам підняти завісу його приватного життя. Значну роль зіграло в цьому і його захоплення східними релігіями — буддизмом та індуїзмом, що добре помітно в останніх повістях. Проте вони не повністю полонили його, хоч були найбільш стійким його захопленням, стверджує дочка автора. Певний час він цікавився саєнтологією, але невдовзі покинув її, також він цікавився гомеопатією, проводячи за заняттям нею більшу частину дня.
У 1966 році він розлучився із Клер і після цього жив кілька місяців з вісімнадцятилітньою Джойс Мейнард, яка пізніше стала письменницею. У 1998 році остання видала книгу спогадів (вона ж продала його листи, але їх викуплено Пітером Нортоном і благородно повернуто автору).
Селінджер помер удома природною смертю в Нью-Гемпширі 27 січня 2010 року в 91-річному віці. Інформацію щодо смерті надав син письменника, інформація також була підтверджена його літературним агентом.

## Творчість
Письменницька кар'єра розпочалася з публікації коротких оповідань у нью-йоркських журналах. Перше оповідання «Підлітки» автор надрукував у 1940, коли йому був 21 рік. Певний час відвідував літературні курси при Колумбійському університеті, які вів Віт Барнетт, редактор журналу «Сторі», який і опублікував його перше оповідання. Першу серйозну популярність Селінджеру принесло коротке оповідання «Чудовий день для рибки-бананки» (англ. A Perfect Day for Bananafish, 1948) — історія одного дня в житті молодої людини, Сеймура Гласа, і його дружини. Пізніше Селінджер створює цілу уявну сім'ю Гласів — двох колишніх акторів водевілю та їхніх сімох дітей — Сеймура, Бадді, Бу Бу, Волта, Вокера, Зуї і Френні, виписуючи їхні характери в коротких оповіданнях.
Через одинадцять років після першої публікації Селінджер випустив свій єдиний роман «Ловець у житі» (The Catcher in the Rye, 1951), що зустрів схвалення критики і залишається особливо популярним серед старшокласників і студентів, які знайшли у поглядах і поведінці героя, Голдена Колфілда, відгук власним настроям.
У 1953 надруковано збірку «Дев'ять оповідань». У 60-ті роки виходять новели «Френні і Зуї» (Franny and Zooey) і повість «Вище крокви, будівничі» (Raise High the Roof Beam, Carpenters).
Після того як роман «Ловець у житі» завоював велику популярність, Селінджер почав вести життя відлюдника, відмовляючись від інтерв'ю. Після 1965 припинив друкуватися, пишучи тільки для себе. В останні роки він практично не мав контактів із зовнішнім світом, живучи за високою огорожею в особняку в містечку Корніш у штаті Нью-Гемпшир.
У 1955 одружився з Клер Даґлас, тоді ж він написав «Френні». У 1950-ті Селінджер написав кілька оповідань про родину Ґласів, і не завершивши цикл, покинув літературу назовсім. Останнім твором є повість «Шістнадцятий день Гепворта 1924 року», надрукована в журналі «Нью-Йоркер» у 1965.

## Твори
- 1940 — Підлітки (The Young Folks)
- 1940 — Зустрінься з Еді (Go See Eddie)
- 1941 — Винуватий, виправлюся (The Hang of It)
- 1941 — Душа нещасливої історії (The Heart of a Broken Story)
- 1942 — Тривалий дебют Лоїс Теггетт (The Long Debut of Lois Taggett)
- 1942 — Неофіційний рапорт про одного піхотинця (Personal Notes of an Infantryman)
- 1943 — Брати Варіоні (The Varioni Brothers)
- 1943 — Перекинутий ліс (The Inverted Forest)
- 1944 — За спільною згодою (Both Parties Concerned)
- 1944 — М'якосердий сержант (Soft Boiled Sergeant)
- 1944 — Останній день останнього звільнення (Last Day of the Last Furlough)
- 1944 — Раз на тиждень — тебе не вб'є (Once a Week Won't Kill You)
- 1945 — Елейн (Elaine)
- 1945 — Я божевільний (I'm Crazy)
- 1945 — Солдат у Франції (A Boy in France)
- 1945 — Оселедець в бочці (This Sandwich Has No Mayonnaise)
- 1945 — Сторонній (The Stranger)
- 1946 — Легкий бунт на Медісон-авеню (Slight Rebellion off Madison)
- 1947 — Дівчисько без попки в проклятому сорок першому (A Young Girl in 1941 with No Waist at All)
- 1947 — The Ocean Full of Bowling Balls
- 1948 — Знайома дівчина (A Girl I Knew)
- 1948 — Сумний мотив (Blue melody)
- 1948 — Чудовий день для рибки-бананки
- 1948 — Тупташка-невдашка (Uncle Wiggily in Connecticut)
- 1948 — Перед самою війною з ескімосами (Just Before the War with the Eskimos)
- 1949 — Людина, котра сміялася (The Laughing Man)
- 1949 — У човні (Down at the Dinghy)
- 1950 — Для Есмé з любов'ю і мерзотою (For Esmé — with Love and Squalor)
- 1951 — Уста чарівні й очі зелені (Pretty Mouth and Green My Eyes)
- 1951 — Над прірвою в житі (або Ловець у житі)
- 1952 — Блакитний період де Дом'є-Сміта (De Daumier-Smith's Blue Period)
- 1953 — Тедді
- 1955 — Вище крокви, теслярі!
- 1959 — Симур: Введення
- 1961 — Френні і Зуї
- 1965 — 16-й день Гепворта 1924 (Hapworth 16, 1924)

### Українські переклади
Оповідання та повісті
- Джером Девід Селінджер. Дев'ять оповідань (збірка). Переклад з англійської Антоніна Івахненко, Юлія Григоренко. Харків: Фоліо, 2010 (завантажити з е-бібліотеки «Чтиво» [Архівовано 6 вересня 2016 у Wayback Machine.])
  - Чудовий день для рибки-бананки
  - Дядечко Віґґілі у Коннектикуті
  - Незадовго до війни з ескімосами
  - Чоловік, що сміється
  - У човні
  - Для Есме: з любов'ю і мерзотою
  - Вуста чарівні та зелені очі
  - Блакитний період де Дом'є-Сміта
  - Тедді
- Джером Девід Селінджер. Тупташка-невдашка (оповідання). Переклад з англійської Ольги Сенюк. Американська новела. — Київ: Дніпро, 1978. — С. 269—280. (завантажити з е-бібліотеки «Чтиво» [Архівовано 5 вересня 2016 у Wayback Machine.])
- Джером Девід Селінджер. Збірка Над прірвою у житі (Над прірвою у житі (повість), Вище Крокви, Будівничі! (повість), Тупташка-Невдашка (оповідання), Френні (оповідання), Підліток проти (оповідання). Переклад з англійської: Олекса Логвиненко, Олександр Терех, Ольга Сенюк, Юрій Покальчук. — Київ: Молодь, 1984. — 272 с.; (завантажити з сайту «Бібліотека світової літератури» [Архівовано 12 листопада 2011 у Wayback Machine.])
  - (передрук:) Київ: Котигорошко, 1993 (ISBN 5-02-016582-8) (завантажити з сайту «Бібліотека світової літератури» [Архівовано 27 червня 2010 у Wayback Machine.])
- Джером Девід Селінджер. Чудовий день для рибки-бананки (оповідання). Переклад з англійської Дмитра Кузьменка. Київ: Всесвіт, 2004. — № 7/8. — с. 159—167. (ISSN 0320-8370) (завантажити з е-бібліотеки «Чтиво» [Архівовано 5 вересня 2016 у Wayback Machine.])
- Джером Девід Селінджер. У човні. Уста чарівні й очі зелені (оповідання).. Переклад з англійської Дмитра Кузьменка. Київ: Всесвіт, 2008. — № 9/10. — С. 20–34. (ISSN 0320-8370) (завантажити з е-бібліотеки «Чтиво» [Архівовано 8 вересня 2016 у Wayback Machine.])
- Джером Девід Селінджер. Для Есмé з любов'ю і мерзотою. Переклад з англійської Дмитра Кузьменка. Київ: Всесвіт, 2009. — № 7–8. — с. 76–89. (завантажити з е-бібліотеки «Чтиво» [Архівовано 5 вересня 2016 у Wayback Machine.])
- Джером Девід Селінджер. Чудовий день для бананорибки (Новела). Київ: Всесвіт, 2015. — № 5/6. — с. 285—294.

Ловець у житі
- Джером Д. Селінджер. Над прірвою у житі. Переклад з англійської Олекси Логвиненка. Київ: Молодь, 1984. 272 стор. завантажити e-book версію [Архівовано 27 червня 2010 у Wayback Machine.]
  - (передрук) Джером Д. Селінджер. Над прірвою у житі. Переклад з англійської Олекси Логвиненка. Київ: Котигорошко, 1993 272 стор. (ISBN 5-02-016582-8)
  - (передрук) Дж. Д. Селінджер. Ловець у житі. Переклад з англійської Олекси Логвиненка. Художнє оформлення Є. В. Вдовиченко., Харків: Фоліо, 2010. 317 стор. ISBN 978-966-03-2960-7
  - (передрук) Дж. Д. Селінджер. Ловець у житі. Переклад з англійської Олекси Логвиненка. Художнє оформлення Є. В. Вдовиченко., Харків: Фоліо, 2012. 317 стор. ISBN 978-966-03-2960-7
  - (передрук) Дж. Д. Селінджер. Ловець у житі. Переклад з англійської Олекси Логвиненка., Харків: Книжковий Клуб "Клуб Сімейного Дозвілля, 2015. 256 стор. ISBN 978-966-14-8783-2

## Цікаві факти
- У 2017 році вийшов фільм (біографічна драма) «За прірвою у житі» (США). Режисер — Денні Стронг. Роль Дж. Д.Селінджера виконав Ніколас Голт.